# Одеський гурток футболу
Одеський гурток «Футбол» (О.Г.Ф.) — колишній спортивний клуб з міста Одеса.

## Історія
Команду створили 1908 року працівники залізниці. У 1911 році О.Г.Ф.  був одним із засновників Одеської футбольної ліги, i взяв участь в першому в історії одеського футболу чемпіонаті міста, в якому зайняв четверте місце. У сезоні 1916/17 О.Г.Ф. вперше став чемпіоном Одеси.
О.Г.Ф. є прабатьком одного з самих титулованих любительських футбольних клубів Одеси — «Локомотиву»: після революції 1917 року клуб був розформований, а команда перейшла під управління спортивного центру залізничників, і до листопаду  1935 року, тобто до появи добровільного спортивного товариства «Локомотив», носила назву «Залізничники».

## Досягнення
- Чемпіонат Одеси з футболу
  -  Чемпіон (1) — 1916/17[2]
  -  Володар Кубку Ґерда[3] (2) — 1913/14[4][5], 1916/17[6][5]

## Відомі гравці
- Давид Каждан
- Абрам Гробман
- Олександр Романов
- Василь Котов